# Phil Fearon
Phillip Joseph Fearon (Londen, 30 juli 1956) is een uit Jamaica afkomstige Britse zanger, muziekproducer, songwriter en multi-instrumentalist. Hij was de zanger, songwriter en multi-instrumentalist van de band Galaxy uit de jaren 1980.

## Carrière
Fearon werd geboren in 1956 in de kolonie Jamaica en verhuisde in 1962 op zesjarige leeftijd met zijn ouders naar Londen. Nadat hij een reggae-geluidssysteem had gerund, trad hij toe tot Hott Wax (dat na zijn vertrek uitgroeide tot de Britse funkpioniers Hi-Tension) en eind jaren 1970 was hij de spil van de r&b-band Kandidate die in 1979 een nummer 11-hit scoorde met I Don't Wanna Lose You. Hij richtte een studio op in zijn huis in Noord-Londen en nam aanvankelijk op met de band Proton bij Champagne Records.
Fearon bedacht Galaxy eerst als een band van vier of vijf blanke jongens die hij zou oprichten, schrijven en produceren, terwijl hij achter de schermen bleef. In plaats daarvan werd hij aangemoedigd door een toekomstige platenmaatschappij om de act te leiden nadat ze onder de indruk waren van zijn optreden op zijn demo's.
Fearon's eerste opname als Galaxy (met hulp van zangeressen Julie en Dorothy) was Head Over Heels bij Ensign Records in 1982, dat een clubhit werd. Het eerste succes kwam met de top 5 hit Dancing Tight in 1983 en in de daaropvolgende 15 maanden verzamelden ze nog eens vier Britse top 40 singles, waaronder de top 10-hits What Do I Do en Everybody's Laughing. Hun postdisco debuutalbum Phil Fearon and Galaxy haalde in 1984 ook de top 10. Na een rustige periode keerde Fearon in 1986 voor de laatste keer terug in de top 10 met een heropvoering van  I Can Prove It van Tony Etoria (ook een kleine Amerikaanse r&b-hit). Oorspronkelijk in eigen beheer geproduceerd, kreeg het nummer extra productie en mixage door de hitmakers Stock, Aitken & Waterman op voorstel van Fearons platenmaatschappij, waarbij de zanger zijn oorspronkelijke stem volledig opnieuw opnam onder leiding van producent Mike Stock.
De artiestenversie van Ain't Nothin' But a Houseparty werd ook geproduceerd door Stock, Aitken & Waterman, maar deze keer werd de bijdrage van Fearon beperkt tot het binnenkomen in de studio om op het nummer te zingen, wat volledig de visie van de producenten was.
Na zijn uitstapje bij SAW, bleef Fearon vanuit zijn huis een productiebedrijf leiden dat commerciële dansplaten maakte.
Net als de RAH Band was Galaxy geen echte groep muzikanten, maar een front voor een individu die alle muziek in een studio-omgeving produceerde, met twee vrouwelijke achtergrondzangeressen om het opnamegeluid aan te vullen (Dorothy Galdes en Julie Gore). De bekendste hits van Galaxy zijn Dancing Tight, What Do I Do?, Everybody's Laughing en I Can Prove It, allemaal commerciële popsongs die de top 10 van de Britse singlehitlijst bereikten. Ze hadden ook een bijna top 40-hit met You Don't Need a Reason, die in 1985 op nummer 42 in de Britse hitparade bleef steken. Galaxy's platen waren duidelijk in stijl uit het begin van de jaren 1980, met prominent gebruik van synthesizers.
Galaxy's populariteit nam af aan het eind van de jaren 1980, met de trend richting acid house, hoewel de latere single, een coverversie van Ain't Nothin' But a Houseparty van The Showstoppers, een vroeg voorbeeld van dit genre was. In 1987 beëindigde Fearon zijn podiumcarrière en richtte het label Production House Records op. Daar produceerden onder andere de Drum-'n-bass/Houseband Baby D, die met de rave-single Let Me Be Your Fantasy in 1994 twee weken lang de toppositie van de Britse top 40 bezette. Fearon keerde terug naar het optreden als speciale gast op de Caister Soul Weekender in mei 2010, nadat hij uit zijn pensioen werd gehaald door oude collega's en Caister Soul Weekender-promotors Chris Hill en Brian Rix. Fearon is sindsdien blijven verschijnen op soulnights in de jaren 1980 en op verschillende festivals in het Verenigd Koninkrijk en in het buitenland.

## Privéleven
Fearon is getrouwd met Dorothy Galdes, de vroegere zangeres van Galaxy en Baby D. Hun gezamenlijke dochter Stephanie is werkzaam als actrice.

## Discografie

### Singles
- 1983: Dancing Tight (Galaxy feat. Phil Fearon)
- 1983: Wait Until Tonight (My Love) (Galaxy feat. Phil Fearon)
- 1983: Fantasy Real
- 1984: What Do I Do
- 1984: Everybody's Laughing
- 1985: You Don't Need a Reason
- 1985: This Kind of Love
- 1986: I Can Prove It
- 1986: Ain't Nothing But a Houseparty

### Albums
- 1984: Phil Fearon and Galaxy
- 1985: This Kind of Love

- Bibliothèque nationale de France: cb13893835d (data)
- Gemeinsame Normdatei: 134371011
- International Standard Name Identifier: 0000 0003 7194 0457
- Library of Congress Control Number: no98035049
- MusicBrainz: b593c631-79d8-460c-8d98-0bd071d0b0d3
- Nationale Bibliotheek van Tsjechië: xx0074521
- Virtual International Authority File: 85788234
- WorldCat: E39PBJxxdcyxKxQRqdQGxXXKh3